# 安藤良雄
安藤 良雄（あんどう よしお、1917年7月12日 - 1985年5月6日）は、日本の経済学者。東京大学名誉教授、成城大学学長。

## 経歴

### 出生から終戦まで
1917年、大蔵省の役人であった父の任地の広島市で生まれた。1935年3月、東京高等師範学校附属中学校（現：筑波大学附属中学校・高等学校）を卒業。旧制弘前高等学校に入学して学んだ。
1939年4月、東京帝国大学経済学部に入学し、土屋喬雄のゼミナールに学ぶ。1941年12月、東京帝国大学経済学部を卒業し、同大学助手となるが、1942年1月、応召。海軍主計大尉として、戦時中を通して海軍省に勤務し、戦時統制経済の実務に当たった。

### 戦後
1947年、東京大学経済学部専任講師に採用される。後に助教授、1956年に教授昇進。1961年、学位論文『日本資本主義の展開過程』を東京大学に提出して経済学博士の学位を取得。東京大学では、経済学部長、図書館長などを務めた。1978年に東京大学を定年退官し、名誉教授となった。その後は成城大学経済学部教授として教鞭を執った。経済学部長、1981年からは学長を務めた。成城大学学長在職中の1984年10月5日に出張先の名古屋市で心筋梗塞に倒れ、死去するまで病床にあった。
学界にあっては、日本学術会議副会長、日本経済学会連合理事長を務めた。

## 研究内容・業績
大正から昭和にかけての日本経済、戦時経済の分析に業績がある。

## 家族・親族
- 父：磯野定次郎は台湾銀行常務。
- 母：松室千代は松室致の長女で、安藤家の養子となった。
- 兄：磯野誠一は法学者。
- 妻：宇野哲人の三女。したがって、宇野精一と貫達人の妹、宇野茂彦の叔母。

## 著作

### 著書
- 『経済の歴史』学生社新書 1955
- 『現代日本経済史入門』日本評論新社 1963
- 『日本資本地図』新潮社(ポケット・ライブラリ) 1963年
- 『日本資本主義の歩み』講談社現代新書 1967
- 『大正時代』(日本の歴史文庫 16) 講談社 1975
- 『ブルジョワジーの群像』(日本の歴史 28) 小学館 1976年
  - 文庫化 (日本史の社会集団 6) 小学館文庫
- 『近代日本経済史：資本主義の形成と発展』旺文社(テレビ大学講座) 1980
- 『太平洋戦争の経済史的研究：日本資本主義の展開過程』東京大学出版会 1987

### 共編著
- 『図表近代日本史』和歌森太郎共著、弘文堂(アテネ新書) 1956
- 『日本経済史』守本順一郎共著、学灯文庫 1958
- 『昭和経済史への証言』編著、毎日新聞社 1965-1966
- 『日本輸送史』松好貞夫共編著、日本評論社 1971
- 『昭和政治経済史への証言』編著、毎日新聞社 1972
- 『日本経済政策史論』編、東京大学出版会(東京大学産業経済研究叢書) 1973-1976
- 『近代日本経済史要覧』編、東京大学出版会 1975
- 『守本順一郎：思想史への道なかばに』編、『守本順一郎-思想史への道なかばに』刊行会 1979
- 『両大戦間の日本資本主義』編、東京大学出版会(東京大学産業経済研究叢書) 1979
- 『昭和史への証言』(全5巻) 編著、原書房 1993

### 訳書
- 『三井：日本における経済と政治の三百年』ジョン・G.ロバーツ著、三井礼子共監訳、ダイヤモンド社 1976